# Jarmelo
Jarmelo é uma antiga vila e sede de município português, estatuto que perdeu em 1855, ano em que foi extinto e o seu território integrado no concelho (atual município) da Guarda.
O concelho era constituído, até ao início do século XIX, por doze freguesias:
- Castanheira[1]
- Ribeira dos Carinhos
- Jarmelo (São Miguel)
- Jarmelo (São Pedro)
- Pínzio
- Pomares
- Jarmelo (Santa Maria Maior)
- Argomil
- Cheiras
- Rabaça
- Toito
- Trocheiros

Tinha, em 1801, 3 083 habitantes e 99 km². Mais tarde foram anexadas as freguesias de Lamegal e Penha Forte e de Codesseiro, tendo sido extintas algumas das mais pequenas freguesias do concelho. Em 1849 tinha 4 918 habitantes e 132 km².
Actualmente, o território da antiga vila reparte-se pelas freguesias de São Miguel do Jarmelo e de São Pedro do Jarmelo.

## Lenda de Inês de Castro
Reza a lenda que um dos executantes do assassínio de Inês de Castro era de Jarmelo. Segundo a lenda D. Pedro I mandou destruir a vila de Jarmelo.
Na realidade na época de D. Pedro e D. Fenando a vila sofreu consequências das guerras com Castela e da Peste Negra. Nesta fase regista-se apenas uma situação de declínio. Jarmelo continua como sede de concelho até à Reforma Administrativa do século XIX em que é divido entre os concelhos de Pinhel e da Guarda. Nesta altura Jarmelo já não é habitado conforme testemunham as “memórias paroquiais” em meados do século XVIII que dizem Jarmelo ser uma vila deserta.

## Raça Jarmelista
Uma raça bovina autóctone de Jarmelo é a raça jarmelista, que esteve quase extinta nos anos 1950. Graças ao esforço de entidades como a Acriguarda e diversos criadores foi possível fazer um levantamento dos animais existentes com características morfológicas distintas.
Atualmente produz-se uma carne de elevado valor culinário e ambiental.